# Richard Cloutier (psychologue)
Pour les articles homonymes, voir Richard Cloutier et Cloutier.
Richard Cloutier est un psychologue et professeur québécois né le 21 novembre 1946 et mort à Québec le 20 novembre 2023. 
Il était professeur émérite de l'Université Laval.

## Publications
- 2015 : avec Sylvie Drapeau, Psychologie de l'adolescence, Chenelière éducation,  (ISBN 9782765049449)
- 2012 : avec Lorraine Filion et Harry Timmermans, Les parents se séparent : pour mieux vivre la crise et aider son enfant, Éditions du CHU Sainte-Justine,  (ISBN 9782896196036)
- 2004 : avec Pierre Gosselin et Perre Tap, Psychologie de l'enfant, G. Morin,  (ISBN 9782891059169)
- 2004 : Les vulnérabilités masculines : une approche biopsychosociale, Éditions de l'Hôpital Sainte-Justine,  (ISBN 9782922770971)
- 1994 : Mieux vivre avec nos adolescents, Le Jour,  (ISBN 9782890445208)
- 1992 : La Parole en public : savoir être et savoir faire, sous la direction de Jacques Vermette et Richard Cloutier, Presses de l'Université Laval,  (ISBN 9782763772851)
- 1981 : avec Réjean Tessier, La garderie québécoise : analyse fonctionnelle des facteurs d'adaptation, Editions La Liberté,  (ISBN 9782890840119)
- 1981 : avec Louise Dionne, L'agressivité chez l'enfant, Edisem,  (ISBN 9782227024038)  (ISBN 9782891300599)

## Honneurs
- 2008 - Professeur émérite de l'Université Laval[2]
- 2000 - Prix Noël-Mailloux (psychologie)[3]